# Hilara xui
Hilara xui är en tvåvingeart som beskrevs av Grootaert, Yang och Zhang 2003. Hilara xui ingår i släktet Hilara och familjen dansflugor. Inga underarter finns listade i Catalogue of Life.